# NGC 3718
NGC 3718, también llamada Arp 214, es una galaxia espiral ubicada aproximadamente a 52 millones de años luz de la Tierra en la constelación de la Osa Mayor. También es considerada una galaxia lenticular.
NGC 3718 tiene una forma de S deformada. Esto puede deberse a la interacción gravitacional con NGC 3729, otra galaxia espiral ubicada a 150,000 años luz de distancia.